# Сокирко Володимир Костянтинович
Володи́мир Костянти́нович Соки́рко (14 травня 1892, Білогородка, Білогородська волость, Ізяславський повіт, Волинська губернія, Російська імперія — 14 жовтня 1983, Чернівці, УРСР, СРСР) — український актор, Народний артист Української РСР (1946).

## Життєпис
Народився 14 травня 1892 року в містечку Білогородка на [Волині (нині село, Ізяславський район, Хмельницька область, Україна).
Сценічну діяльність почав у 1910 році в Одеському театрі мініатюр.
У 1911 — 13 роках виступав у трупі Д. Гайдамаки. У 1922 — 30 роках був актором Київського театру імені І. Франка, а з 1931 року — харківських театрів імені Революції та імені Т. Шевченка (1941 — 43)
З 1944 року працював у Чернівецькому музично -драматичному Театрі ім. О. Кобилянської.
Творчість. Найкращими ролями були: Микола Задорожний («Украдене щастя» Івана Франка), Івоніка («Земля» за Ольгою Кобилянською), Лавро Мамай («Дума про Британку» Юрія Яновського), Отелло (в однойменній трагедії Вільяма Шекспіра), Вересай («Сольо на флейті» І. Микитенка) та ін.
Знімався у кіно: «Чорні дні» (Машиніст, 1930), «Мірабо», «Земля», «Над Черемошем» та ін.
Помер 14 жовтня 1983 року.

## Нагороди
- Орден Леніна

- Народний артист Української РСР (1946).